# Janetschekia necessaria
Janetschekia necessaria är en spindelart som beskrevs av Andrei V. Tanasevitch 1985. Janetschekia necessaria ingår i släktet Janetschekia och familjen täckvävarspindlar. Inga underarter finns listade i Catalogue of Life.